# 梅尔施泰滕

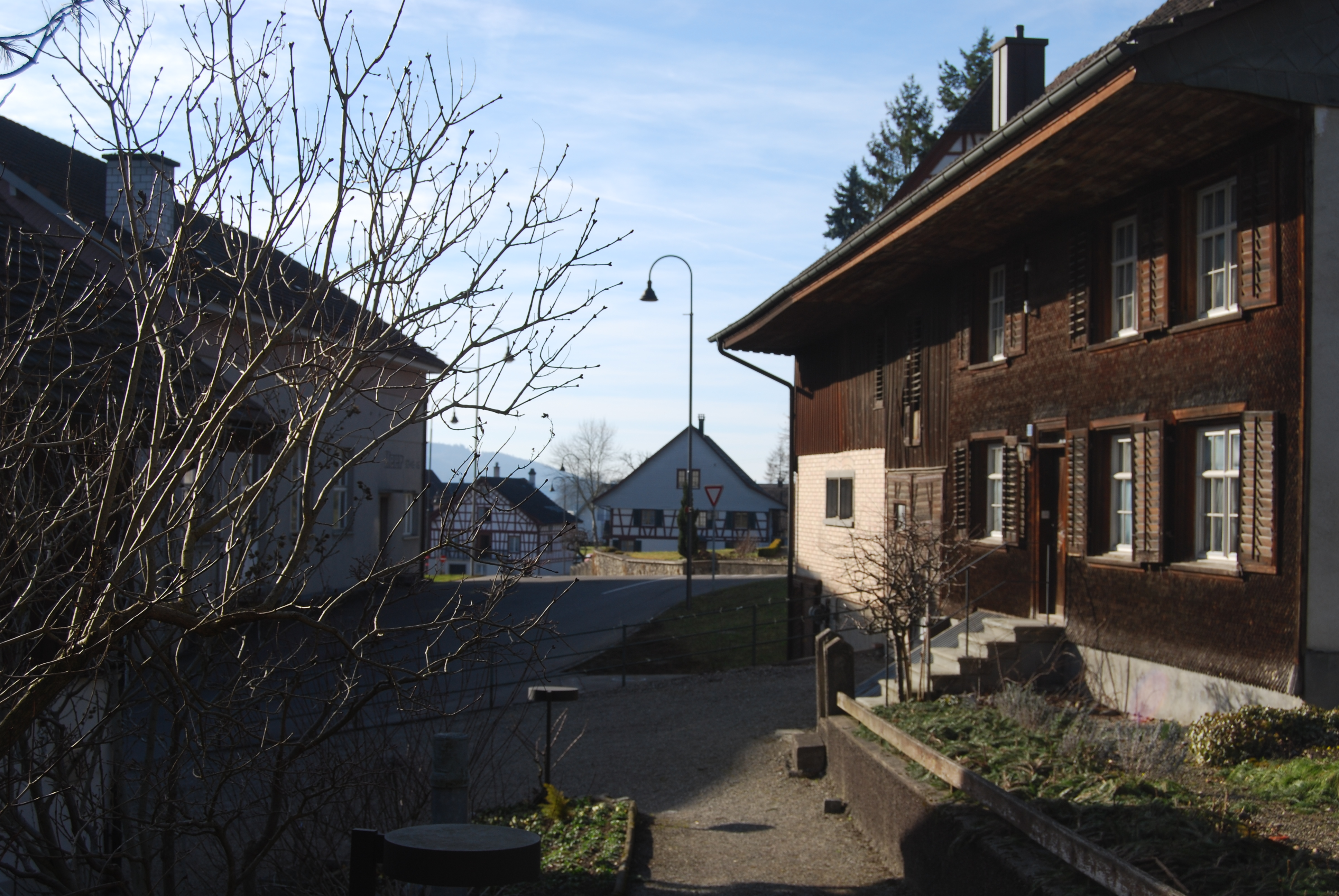

梅尔施泰滕（德语：Märstetten）是瑞士的城鎮，位於該國東北部，由圖爾高州負責管轄，面積9.97平方公里，海拔高度425米，2012年人口2,581，五成半人口信奉基督教，人口密度每平方公里259人。